# Jerago con Orago
Jerago con Orago är en ort och kommun i provinsen Varese i regionen Lombardiet i Italien. Kommunen hade 5 256 invånare (2018).